# Kálamos (ort i Grekland, Attika, Nomarchía Anatolikís Attikís)
Kálamos (Kalamos) är en ort i Grekland.   Den ligger i prefekturen Nomarchía Anatolikís Attikís och regionen Attika, i den östra delen av landet, 40 km norr om huvudstaden Aten. Kálamos ligger 319 meter över havet och antalet invånare är 1 824.
Terrängen runt Kálamos är kuperad åt sydväst, men åt nordost är den platt. Havet är nära Kálamos åt nordost. Runt Kálamos är det ganska glesbefolkat, med 43 invånare per kvadratkilometer. Närmaste större samhälle är Ágios Stéfanos, 15,2 km söder om Kálamos. 